# Biston insularis
Biston insularis es una especie de polilla de la familia Geometridae. La especie fue descrita por primera vez por Francis Walker en 1864 y se puede encontrar distribuido con endemismo en los bosques de la Cordillera de Barisan de Sondalandia a una altitud de 2500 pies (762 m) sobre el nivel del mar. El holotipo de la especie fue descrita en la zona montañoza de las Islas Mentawai.

## Descripción
Es una polilla grande con una envergadura que puede llegar a más de 80 milímetros (3,1 plg). Las alas son de color ocre pálido, teñidas completamente de amarillento y densamente moteadas con átomos negros. No hay línea exterior, sino una tonalidad negruzca ondulada desde el ángulo anal casi paralela al margen posterior y que termina opuesta a la celda en dos proyecciones más oscuras, seguida de una doble mancha negruzca similar en el margen posterior.
Las alas posteriores cuentan con una fascia ocre ligeramente más oscura bordeada con más pálido, y que corre a través del ala con indicios de una mancha celular oblonga gris oscura. La parte inferior está mucho más densamente sembrada de átomos y estrías negras, con la tonalidad negra de las alas anteriores mucho más marcada. Ambas alas cuentan con una gran mancha celular negruzca. La cabeza, tórax y abdomen son de color ocre espolvoreados con átomos más oscuros.